# Thomisus labefactus
Thomisus labefactus är en spindelart som beskrevs av Karsch 1881. Thomisus labefactus ingår i släktet Thomisus och familjen krabbspindlar. Inga underarter finns listade i Catalogue of Life.